# 對唐纳德·特朗普的起訴
2023年，針對唐納·川普（美國總統，2017年至2021年在任）的四項刑事指控被提交。兩項指控為州級罪行（一項在紐約，一項在喬治亞州），兩項（以及一項取代性指控）為聯邦罪行（一項在佛羅里達州，一項在哥倫比亞特區）。
紐約審判於2024年4月15日開始，並於2024年5月30日以特朗普在34項指控中的所有罪名成立結束。量刑定於11月26日進行。
哥倫比亞特區的審判在2024年2月暫停，等待最高法院決定特朗普是否具有豁免權。該案件於8月2日返回地方法院，以進行與最高法院裁決一致的聽證會。
喬治亞州的審判也暫停，等待喬治亞上訴法院決定是否取消法尼·威利斯的資格。
2024年7月15日，法官艾琳·坎農駁回了佛羅里達州的案件，裁定傑克·史密斯的特別檢察官任命違憲。特別檢察官辦公室於7月17日向美國第十一巡迴上訴法院提起上訴，對該駁回進行挑戰。第十一巡迴法院發出通知，正式收到請求，並要求在8月下旬進行簡報安排。特別檢察官辦公室未請求加速簡報安排。
特朗普對所有指控均表示不認罪。無論起訴或定罪，都不會使他失去2024年總統競選資格。最高法院單獨處理了特朗普的候選資格問題，並推翻了各州的所有資格取消決定。2024年7月1日，最高法院以6比3的意識形態路線裁定，特朗普對其作為總統時被視為正式行為的行為享有豁免權，但對非正式行為不享有豁免權。

## 概要
| 起訴          | 法院                         | 指控數量 | 主題                                   | 法官          | 檢察官        | 特朗普法律團隊                        | 審判                          | 判決               | 刑期                        |
| ------------- | ---------------------------- | -------- | -------------------------------------- | ------------- | ------------- | ------------------------------------- | ----------------------------- | ------------------ | --------------------------- |
| 2023年3月30日 | 紐約最高法院                 | 34       | 偽造商業紀錄                           | 胡安·梅查     | 阿爾文·布拉格 | 托德·布蘭奇 埃米爾·博夫 蘇珊·內奇爾斯 | 2024年4月15日 – 2024年5月30日 | 有罪（34項罪名）   | 2025年1月10日宣判無條件釋放 |
| 2023年6月8日  | 美国佛罗里达南区联邦地区法院 | 40       | 美國機密信息處理不當                   | 艾琳·坎農     | 傑克·史密斯   | 托德·布蘭奇 林賽·哈利根 克里斯·基斯   | 無                            | 2024年7月15日駁回  | 無                          |
| 2023年8月1日  | 美国哥伦比亚特区联邦地区法院 | 4        | 試圖推翻2020年美國總統選舉             | 坦雅·S·楚特坎 | 傑克·史密斯   | 托德·布蘭奇 約翰·勞羅                 | 無                            | 2024年11月25日駁回 | 無                          |
| 2023年8月14日 | 富爾頓縣高等法院             | 10       | 試圖改變2020年喬治亞州美國總統選舉結果 | 斯科特·麥卡菲 | 法尼·威利斯   | 托德·布蘭奇 珍妮弗·利特爾 史蒂文·薩道 | 待定                          | 待定               | 待定                        |

## 腳注
1. ↑  2024年11月25日檢方提案撤銷上訴，11月26日獲准生效。
2. ↑  最初有13項指控，其中3項被駁回。

## 書籍
- Murray, Melissa; Weissmann, Andrew (编). . New York: W.W. Norton. 2024. ISBN 978-1-324-07920-0.